# نير نعيم

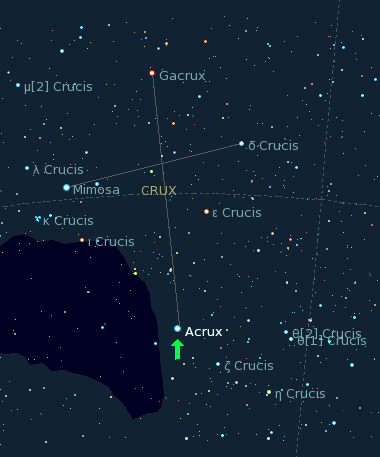
موقع نير نعيم

نَيِّر نُعَيْم أو ألفا نُعَيْم (بالإنجليزية: Acrux، يسمى أيضًا Alpha Crucis أو α Crucis، ويُختصر إلى Alpha Cru أو α Cru) هو نظام نجمي يبعد 321 سنة ضوئية عن الشمس، ويوجد في كوكبة نُعَيْم وهو النجم الاكثر جنوبًا في صورة نجمية تسمى الصليب الجنوبي (Southern Cross). مع قدره الظاهري المجموع البالغ +0.76، فهو أكثر الأجرام سطوعًا في كوكبة نعيم والنجم الـ13 الأكثر سطوعًا في سماء الليل. وهو أقصى جنوب النجوم من القدر الأول، أكثر جنوبًا بمقدار 2.3 درجة من رجل قنطورس.
يظهر نير نعيم للعين المجردة نجمًا أحاديًّا، ولكنه في الواقع نظام متعدد النجوم يحتوي على ستة مكونات. من خلال المقاريب الضوئية، يظهر نير نعيم نجمًا ثلاثيًا، يُفصل العضوين الأكثر سطوعًا بصريًا بنحو 4 ثوان قوسية ويعرفان باسم نير نعيم A ونير نعيم B و α1 نعيم و α2 نعيم أو α نعيم A و α نعيم B. النجوم من النوع B، وهي أكبر حجمًا وأكثر إضاءةً من الشمس بعدة مرات. α1 نعيم هو في حد ذاته ثنائي مطيافي بالمكونين المسميين α نعيم Aa (يُطلق عليه رسميًا نير نعيم (Acrux)، تاريخيًا اسم النظام بأكمله) و α نعيم Ab. يدور نجماها المجموعان كل 76 يومًا عند فصل قرابة 1 وحدة فلكية (AU). نير نعيم C المسمى أيضًا HR 4729 [الإنجليزية]، هو نجم رفيق شديد البعد، يشكل نجمًا ثلاثيًا من خلال المقاريب الصغيرة. نير نعيم C هو أيضًا ثنائي مطيافي، مما يجعل إجمالي عدد النجوم في النظام خمسة على الأقل.